# Horama castrensis
Horama castrensis là một loài bướm đêm thuộc phân họ Arctiinae, họ Erebidae.